# Spurius Larcius

Rekonstruktion der mutmaßlichen Belagerung Roms 508 v. Chr. (Spurius Larcius auf dem rechten Flügel)

Spurius Larcius Flavus aus der Gens Larcia war der Sage nach in den Jahren 506 und 490 v. Chr. römischer Konsul. Seine Amtskollegen sollen Titus Herminius bzw. Quintus Sulpicius Camerinus Cornutus gewesen sein.
Die Identität des Larcius ist nicht sicher, da er in seinem ersten Konsulat unter verschiedenen Namen geführt wird: Als einer der Konsuln für 506 wird bei Titus Livius und Dionysios von Halikarnassos ein Sp. Larcius angegeben, während die Fasti Capitolini die Amtsträger dieses Jahres als Rufus und Aquilinus angeben. Sein zweites Konsulat ist nur bei Dionysios und in einigen erhaltenen Konsulnlisten erwähnt, während es bei Livius und Cassiodor nicht genannt wird.
Die jüngere Annalistik setzt Larcius in Zusammenhang mit unterschiedlichen Ereignissen seiner Zeit. Im Jahr 508 soll er gemeinsam mit Horatius Cocles und Titus Herminius gegen Lars Porsenna gekämpft haben, wo er zusammen einer der letzten Verteidiger der Pons Sublicius gewesen sein soll. Außerdem soll er an der Seite seines Amtskollegen an einem Gefecht gegen die Etrusker teilgenommen und Getreidevorräte beschafft haben. Dionysios nennt ihn auch im Zusammenhang mit der Diktatur des Titus Larcius und dessen Aufbruch in den Latinerkrieg. Spurius sei „dazu abgestellt [worden], die Stadt zu beschützen, und […] zusammen mit den Älteren innerhalb der Stadtmauer [geblieben].“ Aufgrund dieser Formulierung wird gelegentlich vermutet, dass Spurius Larcius zu dieser Zeit de facto als Stadtpräfekt amtiert habe. Außerdem zählt Dionysios ihn mit seinem Amtskollegen im zweiten Konsulat zu den fünf an Coriolanus gesandten Konsularen und erklärt ihn schließlich zum Interrex, der im Jahr 482 v. Chr. die Comitien abgehalten haben soll.
Robert Werner hält Spurius Larcius für eine historische Persönlichkeit. Er argumentiert, dass der Gentilname etruskischen Ursprungs ist und die Larcier nur in der Frühphase der Republik eine bedeutende Rolle spielten, sodass unwahrscheinlich sei, dass in späterer Zeit einflussreiche Vertreter der Familie den Konsul Spurius Larcius Flavus „erfunden“ hätten. Werner datiert Spurius Larcius jedoch – wie auch Titus Herminius – in die späte Königszeit, so dass die Ämter des Larcius in der Frühphase der Republik zu streichen wären.